# Rosemarie Fiedler-Winter

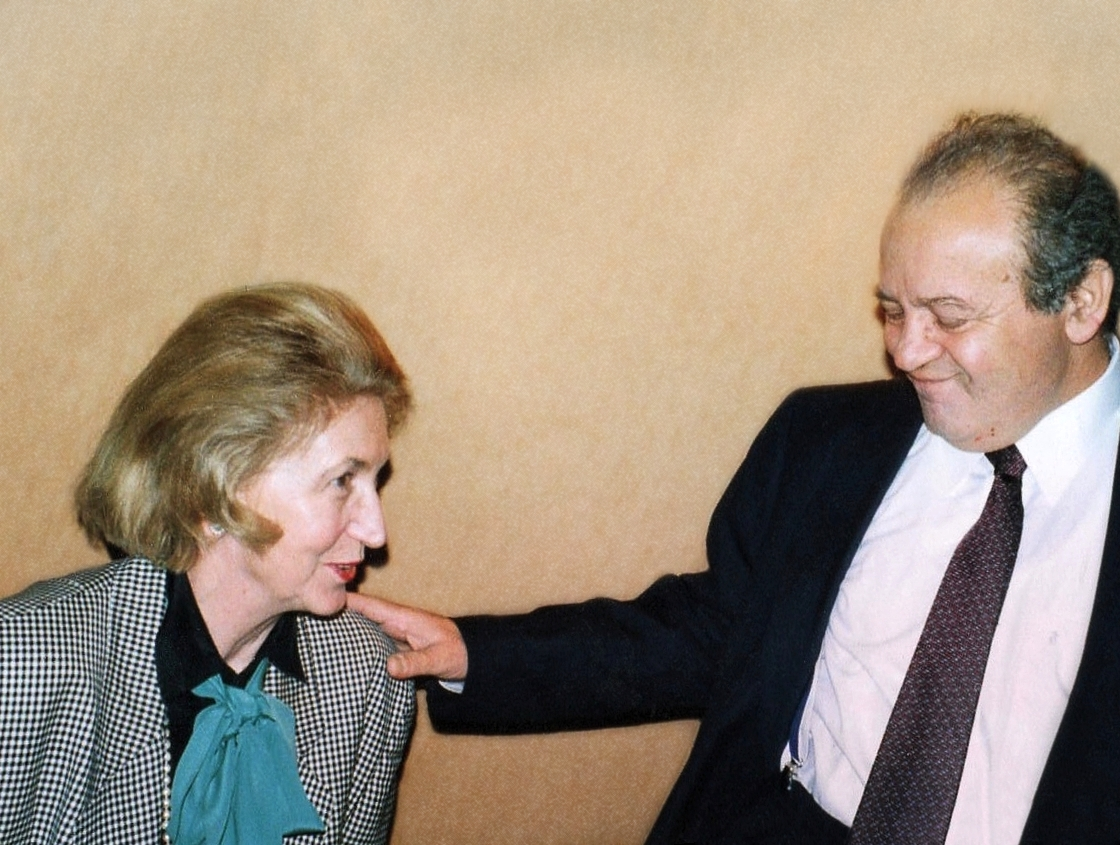
Rosemarie Fiedler-Winter mit dem Schriftsteller Gabriel Laub.

Rosemarie Fiedler-Winter (* 1921 in Dresden; † 19. November 2012 in Hamburg) war eine deutsche Wirtschaftsjournalistin, Autorin und langjährige Vorsitzende der Hamburger Autorenvereinigung.

## Leben und Wirken
Fiedler-Winter studierte in Köln Wirtschaftswissenschaften, ging anschließend auf ausgedehnte Reisen und etablierte sich als freie Journalistin. Im Auftrag verschiedener Verlage, wie Burda und der Frankfurter Societät schrieb sie Reportagen in Südamerika und dem Mittelmeerraum. Als erster deutscher Journalistin gelang es ihr, Eva Perón zu interviewen.
Sie nahm Wohnsitz in Hamburg und fertigte Beiträge vor allem zu Wirtschaftsthemen für den Deutschlandfunk, den Norddeutschen Rundfunk, und den Bayerischen Rundfunk. Sie gehörte zu den Mitgründern des Clubs Hamburger Wirtschaftsjournalisten, war zeitweise Vorstandsmitglied dort  und veröffentlichte mehrere Bücher vor allem zu Themen Personalpolitik, Mitarbeiterführung und Ideenmanagement.  Besondere Aufmerksamkeit in den Medien erhielt ihr Buch Engel brauchen harte Hände / Vom Wirken bedeutender Frauen, welches Managerinnen in Sozialbereichen porträtierte.
Von 1977 bis 1993 amtierte sie als Vorsitzende der Hamburger Autorenvereinigung, kümmerte sich um Tarifangelegenheiten und Öffentlichkeitsarbeit, organisierte literarische Lesungen, literarische Reisen, Buchveröffentlichungen und Preisverleihungen. Für dieses ehrenamtliche Engagement erhielt sie 2005 das Bundesverdienstkreuz am Bande. Die Laudatio zur Verleihung in der Katholischen Akademie hielt Siegfried Lenz.
Rosemarie Fiedler-Winter starb im Alter von 91 Jahren im November 2012 in Hamburg. Sie wurde auf dem Friedhof Nienstedten beigesetzt.

## Schriften (Auswahl)
- Engel brauchen harte Hände: Vom Wirken bedeutender Frauen. Econ-Verlag, Düsseldorf/Wien 1967, DNB 456615040.
- Die Management-Schulen. Econ-Verlag, Düsseldorf/Wien 1973, ISBN 3-430-12721-1.
- Christen im weltlichen Geschäft. Claudius-Verlag, München 1974, ISBN 3-532-61238-0.
- Die Moral der Manager. Seewald-Verlag, Stuttgart 1977, ISBN 3-512-00470-9.
- Flexible Arbeitszeit. Verlag Moderne Industrie, Landsberg/Lech 1995, ISBN 3-478-35270-3.
- Ideenmanagement – Mitarbeitervorschläge als Schlüssel zum Erfolg. Verlag Moderne Industrie, Landsberg/Lech 2001, ISBN 3-47838690-X.
- Rosemarie Fiedler-Winter (Hrsg.): ...denk ich an Hamburg. Geschichten von Gestern und heute. (Anthologie); Verlag Langen Müller, München 2002, ISBN 3-7844-2968-8.